# Mike LeDonne
Michael LeDonne (nascut a Bridgeport, Connecticut, 1956) és un compositor, pianista i organista de jazz, participant dels estils post bop i hard bop.
Els seus pares van ser propietaris d'una botiga de música, sent el seu pare guitarrista de jazz. A l'edat de 21 anys va graduar-se al Conservatori de Música de Nova Anglaterra i va traslladar-se a la ciutat de Nova York, tocant a la Widespread Depression Jazz Orchestra. L'any 1988 va debutar als estudis de gravació amb el Milt Jackson Quartet. Va tocar amb Jackson durant 11 anys, esdevenint el director musical del quartet. També ha treballat amb altres mestres del jazz, com ara Benny Goodman, Sonny Rollins, Bobby Hutcherson, Art Farmer o Dizzy Gillespie. Actualment treballa amb Benny Golson com a sideman, i dirigeix així mateix els seus propis grups, tot actuant amb ells arreu del món.
El pianista de jazz Oscar Peterson ha descrit LeDonne com "un dels pianistes més prometedors i amb més talent d'aquesta època".

## Selecció discogràfica
- Bout Time (1988), Criss Cross
- Soulmates (1993), Criss Cross
- Then and Now (2000), Criss Cross
- Smokin' Out Loud (2004), Savant
- The Groover (2010) Savant